# Enoploctenus cyclothorax
Enoploctenus cyclothorax är en spindelart som först beskrevs av Philipp Bertkau 1880.  
Enoploctenus cyclothorax ingår i släktet Enoploctenus och familjen Ctenidae. Inga underarter finns listade i Catalogue of Life.